# صاصل لبناني
صاصل لبناني (الاسم العلمي: Ornithogalum libanoticum) هو نوع نباتي يتبع جنس الصاصل من فصيلة الهليونية.

## البيئة والانتشار
موطن النبات الأصلي بلاد الشام.

## مرادفات للاسم العلمي
- (باللاتينية: Honorius libanoticus (Boiss.) Holub)